# Листец (област Бургас)
 Тази статия е за селото в Област Бургас.  За другото село с това име вижте Листец (Област Силистра).  
Листѐц е село в Югоизточна България, община Руен, област Бургас.

## География
Село Листец е разположено между Карнобатската и Върбишката планина, Източна Стара планина, в долинното разширение на река Луда Камчия. и отстои на около 14 km северозападно от общинския център село Руен. До селото води общински път, който се отклонява между селата Планиница и Рупча на юг от общинския път Люляково – Рупча – Планиница – Вишна – връзка (северно от село Дъскотна) с третокласния републикански път III-208. Надморската височина в центъра на селото при джамията е около 160 m, в по-високия северен край достига около 180 m, а в ниския южен намалява до около 130 m. На около 400 m югозападно от Листец има железопътна спирка на железопътната линия Карнобат – Комунари, част от Главна железопътна линия № 3 Илиянци (София) – Варна.

## История
След края на Руско-турската война 1877 – 1878 г., по Берлинския договор селото остава на територията на Източна Румелия. От 1885 г. – след Съединението, то се намира в България с името Кара Алилер. Преименувано е на Листец през 1934 г.

## Религии
Религията, изповядвана в село Листец, е ислям.

## Население

### Етнически състав
Преброяване на населението през 2011 г.
Численост и дял на етническите групи според преброяването на населението през 2011 г.:
|                     | Численост |
| Общо                | 419       |
| Българи             | 6         |
| Турци               | 288       |
| Цигани              | -         |
| Други               | -         |
| Не се самоопределят | -         |
| Неотговорили        | 125       |

## Обществени институции
Село Листец към 2020 г. е център на кметство Листец.
В село Листец към 2020 г. има постоянно действаща джамия.